# Championnats panaméricains de badminton
Ne doit pas être confondu avec les Jeux panaméricains.
Les Championnats panaméricains de badminton sont les championnats opposant les meilleurs joueurs américains de simple hommes, simple dames, double hommes, double dames et double mixtes. Ils sont organisés par la Confédération panaméricaine de badminton depuis 1977. A l'origine, la compétition est organisée tous les deux ans, puis tous les quatre ans entre 1993 et 2005, en alternance avec les Jeux Panaméricains. À partir de 2008, la compétition devient annuelle sauf les années où les Jeux panaméricains ont lieu.
La compétition est l'une des cinq compétitions continentales, avec les Championnats d'Europe, les Championnats d'Asie, les Championnats d'Afrique et les Championnats d'Océanie.
Depuis 2008, la BWF attribue une équivalence de points à ces championnats pour le classement mondial. Depuis 2023, ce championnat équivaut à un tournoi Super 300 du calendrier BWF World Tour.

## Éditions
Il convient de distinguer les épreuves individuelles des Championnats panaméricains (simple hommes, simple dames, double hommes, double dames et double mixte) et les épreuves par équipes (par genre ou mixtes). En effet, de leur création jusqu'en 2016, une épreuve par équipes mixtes a toujours été aux programme de ces Championnats.
Cependant, depuis 2017, les épreuves par équipes mixtes sont organisées séparément, uniquement les années impaires et des épreuves par équipes masculines et féminines ont été créées les années paires.
| Année | Édition | Ville          | Pays                   | Nombre d'épreuves |
| ----- | ------- | -------------- | ---------------------- | ----------------- |
| 1977  | 1re     | Moncton        | Canada                 | 6                 |
| 1978  | 2e      | Lima           | Pérou                  | 6                 |
| 1979  | 3e      | Mexico         | Mexique                | 6                 |
| 1980  | 4e      | San Diego      | États-Unis             | 6                 |
| 1987  | 5e      | Lima           | Pérou                  | 6                 |
| 1989  | 6e      | Mexico         | Mexique                | 6                 |
| 1991  | 7e      | Kingston       | Jamaïque               | 6                 |
| 1993  | 8e      | Guatemala      | Guatemala              | 6                 |
| 1997  | 9e      | Winnipeg       | Canada                 | 6                 |
| 2001  | 10e     | Lima           | Pérou                  | 6                 |
| 2004  | 11e     | Lima           | Pérou                  | 6                 |
| 2005  | 12e     | Bridgetown     | Barbade                | 6                 |
| 2007  | 13e     | Calgary        | Canada                 | 6                 |
| 2008  | 14e     | Lima           | Pérou                  | 6                 |
| 2009  | 15e     | Guadalajara    | Mexique                | 6                 |
| 2010  | 16e     | Curitiba       | Brésil                 | 6                 |
| 2012  | 17e     | Lima           | Pérou                  | 6                 |
| 2013  | 18e     | Saint-Domingue | République dominicaine | 6                 |
| 2014  | 19e     | Markham        | Canada                 | 6                 |
| 2016  | 20e     | Campinas       | Brésil                 | 6                 |

| Année | Édition | Ville          | Pays                   | Nombre d'épreuves |
| ----- | ------- | -------------- | ---------------------- | ----------------- |
| 2017  | 21e     | Saint-Domingue | République dominicaine | 1                 |
| 2017  | 21e     | La Havane      | Cuba                   | 5                 |
| 2018  | 22e     | Tacarigua (en) | Trinité-et-Tobago      | 2                 |
| 2018  | 22e     | Guatemala      | Guatemala              | 5                 |
| 2019  | 23e     | Lima           | Pérou                  | 1                 |
| 2019  | 23e     | Aguascalientes | Mexique                | 5                 |
| 2020  | 24e     | Salvador       | Brésil                 | 2                 |
| 2021  | 24e     | Guatemala      | Guatemala              | 5                 |
| 2022  | 25e     | Acapulco       | Mexique                | 2                 |
| 2022  | 25e     | San Salvador   | Salvador               | 5                 |
| 2023  | 26e     | Guadalajara    | Mexique                | 1                 |
| 2023  | 26e     | Kingston       | Jamaïque               | 5                 |
| 2024  | 27e     | São Paulo      | Brésil                 | 2                 |
| 2024  | 27e     | Guatemala      | Guatemala              | 5                 |

## Palmarès individuel
| Année | Simple hommes                                            | Simple dames                                             | Double hommes                                            | Double dames                                             | Double mixte                                             |
| ----- | -------------------------------------------------------- | -------------------------------------------------------- | -------------------------------------------------------- | -------------------------------------------------------- | -------------------------------------------------------- |
| 1977  | Roy Díaz González                                        | Wendy Clarkson                                           | John Czich Jaimie McKee                                  | Pam Bristol Brady Judianne Kelly                         | Bruce Pontow Pam Bristol Brady                           |
| 1978  | Inconnu                                                  | Inconnu                                                  | Inconnu                                                  | Inconnu                                                  | Inconnu                                                  |
| 1979  | Ricardo Jaramillo                                        | Johanne Falardeau                                        | Jaimie McKee Pat Tryon                                   | Johanne Falardeau Claire Sharpe                          | Paul Johnson Claire Sharpe                               |
| 1980  | Inconnu                                                  | Inconnu                                                  | Inconnu                                                  | Inconnu                                                  | Inconnu                                                  |
| 1987  | Mike Butler                                              | Denyse Julien                                            | Mike Butler Anil Kaul                                    | Denyse Julien Linda Cloutier                             | Mike Butler Denyse Julien                                |
| 1989  | John Goss                                                | Doris Piche                                              | Chris Jogis Benny Lee                                    | Chantal Jobin Doris Piche                                | Mike Bitten Doris Piche                                  |
| 1991  | Jaimie Dawson                                            | Denyse Julien                                            | Mike Bitten Bryan Blanshard                              | Denyse Julien Doris Piche                                | Jaimie Dawson Denyse Julien                              |
| 1993  | Mario Carulla                                            | Debra O'Connor                                           | Mario Carulla Jose Antonio Iturriaga                     | Silvia Jimenez Maria Theresa Montero                     | Gustavo Salazar Maria Theresa Montero                    |
| 1995  | Pas de compétition en raison des Jeux panaméricains      | Pas de compétition en raison des Jeux panaméricains      | Pas de compétition en raison des Jeux panaméricains      | Pas de compétition en raison des Jeux panaméricains      | Pas de compétition en raison des Jeux panaméricains      |
| 1997  | Kevin Han                                                | Denyse Julien                                            | Howard Bach Kevin Han                                    | Milaine Cloutier Robbyn Hermitage                        | Helen Nichol Denyse Julien                               |
| 1999  | Pas de compétition en raison des Jeux panaméricains      | Pas de compétition en raison des Jeux panaméricains      | Pas de compétition en raison des Jeux panaméricains      | Pas de compétition en raison des Jeux panaméricains      | Pas de compétition en raison des Jeux panaméricains      |
| 2001  | Kevin Han                                                | Meiluawati                                               | Howard Bach Kevin Han                                    | Milaine Cloutier Helen Nichol                            | Keith Chan Milaine Cloutier                              |
| 2003  | Pas de compétition en raison des Jeux panaméricains      | Pas de compétition en raison des Jeux panaméricains      | Pas de compétition en raison des Jeux panaméricains      | Pas de compétition en raison des Jeux panaméricains      | Pas de compétition en raison des Jeux panaméricains      |
| 2005  | Andrew Dabeka                                            | Charmaine Reid                                           | Khan Malaythong Raju Rai                                 | Helen Nichol Charmaine Reid                              | Mike Beres Jody Patrick                                  |
| 2007  | Stephan Wojcikiewicz                                     | Anna Rice                                                | Mike Beres William Milroy                                | Fiona Mckee Charmaine Reid                               | Howard Bach Eva Lee                                      |
| 2008  | David Snider                                             | Claudia Rivero                                           | William Milroy Toby Ng                                   | Cristina Aicardi Claudia Rivero                          | William Milroy Fiona Mckee                               |
| 2009  | Kevin Cordón                                             | Anna Rice                                                | Kevin Cordón Rodolfo Ramirez                             | Milaine Cloutier Valerie St. Jacques                     | Toby Ng Grace Gao                                        |
| 2010  | Stephan Wojcikiewicz                                     | Cee Nantana Ketpura                                      | Sameera Gunatileka Vincent Nguy                          | Grace Gao Joycelyn Ko                                    | Toby Ng Grace Gao                                        |
| 2011  | Pas de compétition en raison des Jeux panaméricains      | Pas de compétition en raison des Jeux panaméricains      | Pas de compétition en raison des Jeux panaméricains      | Pas de compétition en raison des Jeux panaméricains      | Pas de compétition en raison des Jeux panaméricains      |
| 2012  | Kevin Cordón                                             | Kristen Tsai                                             | Adrian Liu Derrick Ng                                    | Alexandra Bruce Phyllis Chan                             | Derrick Ng Alexandra Bruce                               |
| 2013  | Osleni Guerrero                                          | Michelle Li                                              | Adrian Liu Derrick Ng                                    | Eva Lee Paula Lynn Obanana                               | Toby Ng Alexandra Bruce                                  |
| 2014  | Osleni Guerrero                                          | Michelle Li                                              | Adrian Liu Derrick Ng                                    | Eva Lee Paula Lynn Obanana                               | Toby Ng Alexandra Bruce                                  |
| 2015  | Pas de compétition en raison des Jeux panaméricains      | Pas de compétition en raison des Jeux panaméricains      | Pas de compétition en raison des Jeux panaméricains      | Pas de compétition en raison des Jeux panaméricains      | Pas de compétition en raison des Jeux panaméricains      |
| 2016  | Jason Ho-shue                                            | Brittney Tam                                             | Jason Ho-shue Nyl Yakura                                 | Michelle Tong Josephine Wu                               | Nyl Yakura Brittney Tam                                  |
| 2017  | Ygor Coelho                                              | Rachel Honderich                                         | Jason Ho-shue Nyl Yakura                                 | Michelle Tong Josephine Wu                               | Toby Ng Rachel Honderich                                 |
| 2018  | Ygor Coelho                                              | Michelle Li                                              | Jason Ho-shue Nyl Yakura                                 | Rachel Honderich Kristen Tsai                            | Ty Alexander Lindeman Josephine Wu                       |
| 2019  | Osleni Guerrero                                          | Michelle Li                                              | Jason Ho-shue Nyl Yakura                                 | Rachel Honderich Kristen Tsai                            | Joshua Hurlburt-Yu Josephine Wu                          |
| 1995  | Compétition annulée en raison de la pandémie de Covid-19 | Compétition annulée en raison de la pandémie de Covid-19 | Compétition annulée en raison de la pandémie de Covid-19 | Compétition annulée en raison de la pandémie de Covid-19 | Compétition annulée en raison de la pandémie de Covid-19 |
| 2021  | Brian Yang                                               | Beiwen Zhang                                             | Phillip Chew Ryan Chew                                   | Rachel Honderich Kristen Tsai                            | Joshua Hurlburt-Yu Josephine Wu                          |
| 2022  | Kevin Cordón                                             | Michelle Li                                              | Job Castillo Luis Montoya                                | Rachel Honderich Kristen Tsai                            | Ty Alexander Lindeman Josephine Wu                       |
| 2023  | Brian Yang                                               | Michelle Li                                              | Adam Dong Nyl Yakura                                     | Catherine Choi Josephine Wu                              | Joshua Hurlburt-Yu Rachel Honderich                      |
| 2024  | Kevin Cordón                                             | Beiwen Zhang                                             | Chen Zhi Yi Presley Smith                                | Francesca Corbett Allison Lee                            | Presley Smith Allison Lee                                |

## Palmarès par équipes
| Année | Lieu           | Vainqueur  | Finaliste  |
| ----- | -------------- | ---------- | ---------- |
| 2004  | ?              | États-Unis |            |
| 2006  | ?              | États-Unis | Canada     |
| 2008  | Campinas       | Canada     | États-Unis |
| 2010  | Lima           | Pérou      | Canada     |
| 2012  | El Monte       | États-Unis | Guatemala  |
| 2016  | Guadalajara    | Mexique    | Canada     |
| 2018  | Tacarigua (en) | Canada     | États-Unis |
| 2020  | San Salvador   | Canada     | Mexique    |
| 2022  | Acapulco       | Canada     | Brésil     |
| 2024  | São Paulo      | Canada     | Brésil     |

| Année | Lieu           | Vainqueur  | Finaliste  |
| ----- | -------------- | ---------- | ---------- |
| 2004  | ?              | Canada     |            |
| 2006  | ?              | États-Unis | Canada     |
| 2008  | Campinas       | États-Unis | Canada     |
| 2010  | Lima           | États-Unis | Canada     |
| 2012  | El Monte       | États-Unis | Canada     |
| 2016  | Guadalajara    | États-Unis | Canada     |
| 2018  | Tacarigua (en) | Canada     | États-Unis |
| 2020  | San Salvador   | Canada     | États-Unis |
| 2022  | Acapulco       | États-Unis | Canada     |
| 2024  | São Paulo      | Canada     | États-Unis |

| Année | Lieu           | Vainqueur                                            | Finaliste                                            | Troisième place                                      |
| ----- | -------------- | ---------------------------------------------------- | ---------------------------------------------------- | ---------------------------------------------------- |
| 1977  | Moncton        | Canada                                               | États-Unis                                           |                                                      |
| 1978  | Lima           | Canada                                               | Pérou                                                |                                                      |
| 1979  | Mexico         | Canada                                               | États-Unis                                           |                                                      |
| 1980  | San Diego      | ?                                                    | ?                                                    |                                                      |
| 1987  | Lima           | Canada                                               | Pérou                                                |                                                      |
| 1989  | Mexico         | Canada                                               | États-Unis                                           |                                                      |
| 1991  | Kingston       | Canada                                               | États-Unis                                           |                                                      |
| 1993  | Guatemala      | Pérou                                                | Guatemala                                            | Mexique                                              |
| 1997  | Winnipeg       | Canada                                               | États-Unis                                           | Pérou                                                |
| 2001  | Lima           | États-Unis                                           | Canada                                               | Guatemala                                            |
| 2004  | Lima           | Canada                                               |                                                      |                                                      |
| 2005  | Bridgetown     | Canada                                               | États-Unis                                           | Pérou                                                |
| 2007  | Calgary        | Canada                                               | États-Unis                                           | Pérou                                                |
| 2008  | Lima           | Canada                                               | Pérou                                                | États-Unis                                           |
| 2009  | Guadalajara    | Canada                                               | Pérou                                                | Mexique                                              |
| 2010  | Curitiba       | Canada                                               | États-Unis                                           | Pérou                                                |
| 2012  | Lima           | Canada                                               | États-Unis                                           | Brésil                                               |
| 2013  | Saint-Domingue | Canada                                               | États-Unis                                           | Brésil                                               |
| 2014  | Markham        | Canada                                               | États-Unis                                           | Brésil                                               |
| 2016  | Campinas       | Canada                                               | Brésil                                               | Pérou                                                |
| 2017  | Saint-Domingue | Canada                                               | Brésil                                               | États-Unis                                           |
| 2019  | Lima           | Canada                                               | États-Unis                                           | Brésil                                               |
| 2021  | Fort McMurray  | Édition annulée en raison de la pandémie de Covid-19 | Édition annulée en raison de la pandémie de Covid-19 | Édition annulée en raison de la pandémie de Covid-19 |
| 2023  | Guadalajara    | Canada                                               | États-Unis                                           | Brésil                                               |
| 2025  | Aguascalientes | Canada                                               | États-Unis                                           | Brésil                                               |

## Tableau des médailles
Le tableau ci-dessous présente le bilan par nations, des médailles obtenues aux Championnats panaméricains pour les éditions connues (depuis 1989). Le rang est obtenu par le décompte des médailles d'or, puis en cas d'égalité, des médailles d'argent, puis de bronze.
| Rang | Nation                 | Or | Argent | Bronze | Total |
| ---- | ---------------------- | -- | ------ | ------ | ----- |
| 1    | Canada                 | 70 | 37     | 27     | 134   |
| 2    | États-Unis             | 7  | 26     | 39     | 72    |
| 3    | Guatemala              | 4  | 4      | 14     | 22    |
| 4    | Cuba                   | 3  | 3      | 2      | 8     |
| 5    | Brésil                 | 2  | 9      | 28     | 39    |
| 6    | Pérou                  | 2  | 8      | 23     | 33    |
| 7    | Mexique                | 1  | 1      | 16     | 18    |
| 8    | Salvador               | 0  | 1      | 1      | 2     |
| 9    | Jamaïque               | 0  | 0      | 3      | 3     |
| 10   | Chili                  | 0  | 0      | 2      | 2     |
| 11   | République dominicaine | 0  | 0      | 1      | 1     |
| 12   | Trinité-et-Tobago      | 0  | 0      | 1      | 1     |